# 서천화력선
서천화력선(舒川火力線)은 대한민국의 철도 중 몇 되지 않는 사유 철도로, 한국중부발전 서천화력발전소의 인입 철도 노선이었다. 신서천화력발전소의 신설에 따라 발전소에서 사용하는 연료인 무연탄을 철도가 아닌 선박으로 수송하게 되면서, 2017년 5월 24일에 모든 열차 운행이 종료되고, 2018년 3월 20일 폐지되었다.
이후 발전소에서 서천군 서면 월호리(장동)까지의 구간은 도로로 전환될 예정이고, 또 나머지 구간에서는 철도 건설로 생긴 지장물을 철거했다.

## 노선 정보
- 노선 거리: 17.5 km
- 운영 기관: 한국중부발전 주식회사(전 구간)
- 궤간: 1435mm(표준궤)
- 통행 방식: -(간치~동백정간 1폐색)
- 역 수: 4
- 복선 구간: 없음
- 전철화 구간: 없음

## 역사
- 1983년 12월 10일: 간치~동백정 간 전용철도 개통[2]
- 1991년 12월: 원두역 무인화
- 2017년 5월 20일: 마지막 석탄반입 운행[출처 필요]
- 2017년 5월 24일: 20일 반입했던 공화차 인출, 종운식 개최[출처 필요]
- 2018년 3월 20일: 국토교통부에서 서천화력발전소 전용철도 운영 폐업신고를 수리함.[1]

## 역 목록
| 역명   | 로마자 역명   | 한자 역명 | 접속 노선 | 역간 거리 | 영업 거리 | 소재지   | 소재지 | 비고   |
| ------ | ------------- | --------- | --------- | --------- | --------- | -------- | ------ | ------ |
| 간치   | Ganchi        | 艮峙      | 장항선    | 0.0       | 0.0       | 충청남도 | 보령시 |        |
| 원두   | Wondu         | 元頭      |           | 6.4       | 6.4       | 충청남도 | 서천군 | 신호장 |
| 춘장대 | Chunjangdae   | 春長臺    |           | 8.2       | 14.6      | 충청남도 | 서천군 |        |
| 동백정 | Dongbaekjeong | 冬栢亭    |           | 2.9       | 17.5      | 충청남도 | 서천군 |        |

## 같이 보기
- 서천화력발전소